# Enfosquiment vers el limbe

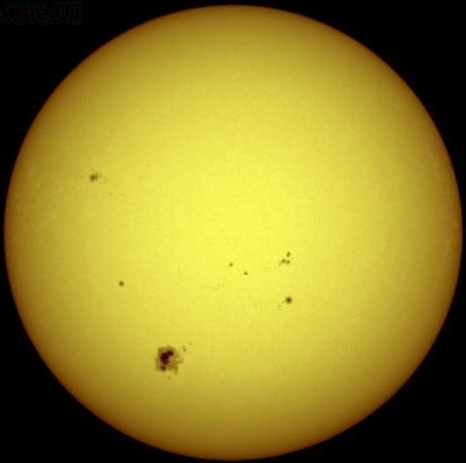
Imatge del Sol. L'enfosquiment vers el limbe és l'efecte d'aparent disminució de la intensitat de la llum en les vores del disc solar.

En astronomia, l'enfosquiment vers el limbe (limb darkening, en anglès) és l'efecte d'aparent disminució de la intensitat de la llum en la vora d'un estel. Aquest efecte aparent és el resultat de dos efectes físics reals: la reducció tant de la densitat com de la temperatura en augmentar la distància al centre de l'estrella.

Un cas ideal d'enfosquiment vers el limbe. El límit exterior és el radi més enllà del qual els fotons emesos per l'estrella ja no s'absorbeixen (profunditat òptica menor que 1). L és la distància a la qual la profunditat òptica és d'1. Els fotons d'alta energia emesa en "A" sortiran de l'estrella, així com els fotons de baixa energia en "B".

## La profunditat òptica
El concepte de profunditat òptica ({\displaystyle \tau }) és essencial per entendre l'enfosquiment vers el limbe, ja que estableix el límit de visible (la superfície) d'una estrella. Un gas amb un gruix òptic igual a 1 és un gas en una fracció d'1 / e de fotons pot escapar. Si és opac, {\displaystyle \tau >1}, i viceversa, si el {\displaystyle \tau <1} és transparent.
La radiació observada d'un estel és aproximadament la suma de totes les emissions al llarg de tota la línia de visió cap al punt on la profunditat òptica és d'1 (la superfície). Però si ens fixem en la vora d'una estrella, no es pot veure la profunditat òptica, de la mateixa manera que quan es mira al centre perquè la línia de visió ha de passar per un angle oblic a través del gas de l'estrella.
El segon efecte és que la temperatura de la fotosfera estel·lar (normalment) disminueix quan la distància al centre de l'estrella creix. Però la radiació emesa per un gas és una funció de la temperatura. Per una radiació de tipus cos negre (que s'aproxima bastant bé a la radiació d'una estrella), la intensitat de la llum varia com la quarta potència de la temperatura (Llei de Stefan-Boltzmann).
Com que quan mirem cap a l'estrella, a la primera aproximació, la radiació ve del punt al qual la produnditat òptica és 1, i aquest punt és més profund quan es mira al centre, la temperatura i la intensitat seran més alta i més gran, que quan es mira cap a la vora (el limbe).
De fet, la temperatura de l'atmosfera d'una estrella no sempre decreix quan s'incrementa l'alçada, i per algunes línies espectrals, la produnditat òptica és 1 a una regió de temperatura creixent. En aquest cas es pot veure el fenomen contrari d'abrillantament vers el limbe.
Amb longituds d'ona llarga (IR a ràdio) i molt curta (EUV a raigs X) la situació és molt més complicada. L'emissió de la corona com a radiació X suau serà òpticament prima i, per tant, serà un abrillantament vers el limbe. Més complicat pot ser encara quan hi ha estructures tridimensionals.
L'analisi clàssica de l'enfosquiment vers el limbe estel·lar, com es descriu més avall, assumeix l'existència d'un suau equilibri hidroestàtic, i certs nivells de precisió aquesta assumpció pot fallar (més òbviament en taques solars i fàcules, però a qualsevol lloc de manera general). L'analisi d'aquests efectes encara no es troba prou desenvolupat degut a la complicació dels càlculs.

## Càlcul de l'enfosquiment vers el limbe

Esquema de l'enfosquiment vers el limbe. L'estrella està centrada en O i té un radi R. L'observador es troba en un punt P a una distància r del centre de l'estrella i mira cap a un punt S a la superfície de l'estrella. Des de la perspectiva de l'observador, S està a un angle θ d'una línia que va des del centre de l'estrella i la vora de l'estrella està a un angle Ω.

A la figura, sempre que l'observador està en un punt P fora de la fotosfera solar, la intensitat de llum que es veu en la direcció θ és una funció només de l'angle d'incidència ψ. Això sovint s'aproxima per un polinomi de cos (ψ).
{\displaystyle {\frac {I(\psi )}{I(0)}}=\sum _{k=0}^{N}a_{k}\,\cos ^{k}(\psi )}
On I (ψ) és la intensitat de vista a P al llarg de la línia de visió que forma un angle ψ amb el radi estel·lar, i I (0) és la intensitat central. Podem demostrar que, per mantenir el fet que la ràtio sigui 1 per a ψ = 0, hem de tenir:
{\displaystyle \sum _{k=0}^{N}a_{k}=1}
Per exemple, per a un cas sense enfosquiment vers el limbe, tindrem tots els ak=0, excepte a0=1. Per contra, per al Sol a 550 nm, l'enfosquiment vers el limbe es descriu per N=2, i:
{\displaystyle a_{0}=1-a_{1}-a_{2}\,}
{\displaystyle a_{1}=0.93\,}
{\displaystyle a_{2}=-0.23\,}
L'equació de l'enfosquiment vers el limbe de vegades s'escriu d'una manera més adequada com:
{\displaystyle {\frac {I(\psi )}{I(0)}}=1+\sum _{k=1}^{N}a_{k}\,(1-\cos(\psi ))^{k}}
que només té ara N coeficients independents, en comptes de N+1 coeficients la suma dels quals és 1. Es pot convertir de ψ a θ utilitzant la identitat trigonomètrica:
{\displaystyle \cos(\psi )={\frac {\sqrt {\cos ^{2}(\theta )-\cos ^{2}(\Omega )}}{\sin(\Omega )}}}
on Ω és l'angle entre l'observador i la vora de l'estrella. L'aproximació anterior es pot utilitzar per obtenir una expressió analítica per a la relació entre la intensitat mitjana i la intensitat central. La intensitat mitjana Im és la integral de la intensitat en el disc de l'estrella, dividit pel angle sòlid subestès pel disc:
{\displaystyle I_{m}={\frac {\int I(\psi )d\omega }{\int d\omega }}}
on dω = sin (θ) dθdφ és un element d'angle sòlid, i les integrals són sobre el disc 0 ≤ φ ≤ 2π i 0 ≤ θ ≤ Ω. Encara que aquesta equació es pot resoldre de forma analítica en el cas general, és bastant complicat. En el cas d'un observador a una distància "r" "infinita" de l'estrella (que és sempre el cas en una primera aproximació), l'equació se simplifica a:
{\displaystyle {\frac {I_{m}}{I(0)}}=2\sum _{k=0}^{N}{\frac {a_{k}}{k+2}}}